# Rolando Camurri
Rolando Camurri (Pianosa, 11 giugno 1904 – Modena, 20 aprile 1980) è stato un calciatore italiano, di ruolo terzino destro.

## Carriera
Giocò in Serie A con il Modena.